# Félix Pérez Marcos
Félix Pérez Marcos   (Madrid, 13 de juny de 1901 - 12 de setembre de 1983) va ser un futbolista espanyol de la dècada de 1920.
Va jugar un partit amb la selecció espanyola l'any 1927.
A nivell de club fou jugador de Reial Madrid CF, Racing de Madrid i Atlètic de Madrid. Va participar amb el RCD Espanyol a la gira que el club va fer per Sud-amèrica.